# Eliane Montel
Eliane Montel (Marsiglia, 9 ottobre 1898 – Parigi, 24 gennaio 1993) è stata una chimica e fisica francese.

## Biografia

### Famiglia
Eliane Montel è nata il 9 ottobre 1898 a Marsiglia. Eliane ha trascorso la sua infanzia tra Marsiglia e Montpellier.
Dalla sua relazione con Paul Langevin è nato, il 5 juillet 1933 a Boulogne-Billancourt, Paul-Gilbert Langevin.

### Formazione
Alunna dell'École normale supérieure de jeunes filles de Sèvres nel dipartimento di scienze, ottiene prima nel 1919 l'abilitazione all'insegnamento secondario per ragazze e, in seguito l'aggregation (n.d.t. concorso a cattedra annuale per l'insegnamento nelle scuole secondarie) in scienze nel 1923.

### Carriera professionale
Grazie a una raccomandazione del fisico Paul Langevin, entra nel 1926 al laboratorio Curie dell'Istituto del Radio inizialmente come “volontaria” e poi l'anno seguente come “collaboratrice indipendente". Pubblica l'articolo "Sulla penetrazione del polonio nel piombo" nel "Giornale di fisica".
Continua le sue ricerche in laboratorio e allo stesso tempo insegna nella scuola secondaria nell'anno scolastico 1929-1930. Nel 1930, Éliane Montel chiede a Marie Curie di farle avere una borsa Rothschild per l'anno scolastico 1930-1931, che riesce a ottenere. Tuttavia deve interrompere le sue ricerche per occuparsi della madre e non può terminare l'anno scolastico.
Per l'anno scolastico 1931-1932, ottiene un posto da ricercatrice nella Scuola municipale di fisica e chimica industriale della città di Parigi, nel laboratorio di Paul Langevin. Éliane Montel resterà a fianco di quest'ultimo fino alla sua morte, nel 1946, andando a trovarlo regolarmente nel periodo del suo esilio a Troyes durante la guerra.
Mentre lavora nel laboratorio di Frédéric Joliot-Curie al Collège de France, fa da intermediario scientifico, politico e personale tra Paul Langevin e il suo vecchio alunno Frédéric Joliot-Curie.
Dopo la morte di Paul Langevin, nel 1946, continua le sue ricerche nello stesso laboratorio sotto la direzione di René Lucas e lavora sulle misure di mobilità degli ioni gassosi. Allo stesso tempo, il suo compito principale sarà quello di far pubblicare l'ultimo lavoro di Paul Langevin realizzato durante la Seconda Guerra mondiale, mentre si trovava sotto sorveglianza: « L'apparecchio doveva, indicando lo "spettro" delle mobilità, permettere di studiare la natura degli ioni e seguire la loro formazione e la loro evoluzione ».
In seguito, insegna fisica e chimica in diversi licei della regione di Parigi, a Fontainebleau, fino alla pensione negli anni sessanta.
Nel 1967, Éliane Montel partecipa alla cena di rimpatriata degli ex del laboratorio Curie organizzata in occasione del centesimo compleanno di Marie Curie.
Nel 1972, sostiene attivamente le commemorazioni del centenario dalla nascita di Paul Langevin, pubblicando scritti in sua memoria in diverse riviste e scrivendo un articolo un po' più personale per la rivista  Scientia, "Langevin e il razionalismo, lo scienziato al di fuori della sua torre d'avorio". Riprende e migliora alcuni articoli che aveva già scritto su di lui negli anni trenta, in particolare nel giornale "la Tecnica moderna".
Negli anni settanta e ottanta, diventa amica dello storico Jean-Paul Roux del quale segue i corsi all'École du Louvre e si interessa attivamente a diversi temi concernenti la storia delle religioni, l'arte e l'archeologia, l'Estremo Oriente, l'Egitto, la Grecia, la Turchia, l'Islam, l'Ebraismo. In età avanzata, effettua con quest'ultimo dei viaggi in paesi orientali, in particolare in Siria.
Muore a Parigi nel 1992.